# Совјетске социјалистичке републике
Совјетски Савез је основан у децембру 1922. као унија руске, украјинске, белоруске и закавкаске совјетске републике, на чијем челу су биле бољшевичке партије.
Узбечка ССР и Туркменска ССР основане 1925. из РСФСР.
Таџичка ССР основана 1929. из Узбечке ССР.
Казашка ССР и Киргиска ССР основане 1936. из РСФСР.
Године 1936, основане Азербејџанска ССР, Грузијска ССР и Јерменска ССР из ЗСФСР.
Године 1940, основана Молдавска ССР из предела Украјинске ССР и Краљевине Румуније.
Литванска ССР, Летонска ССР и Естонска ССР основане 1940. из бивших независних држава Литваније, Летоније и Естоније.
Карело-Финска Совјетска Социјалистичка Република основана 1940. из РСФСР и дела Финске.
Године 1956, Карелијански-фински ССР је укинут, а њена територија је поново укључена у РСФСР као карелијански АССР.
6. септембар 1991. Државно веће СССР признао независност Литваније, Летоније и Естоније.
| Од 1956. до 1991. Совјетски Савез се састојао од 15 савезних совјетских социјалистичких република (ССР-a): | Од 1956. до 1991. Совјетски Савез се састојао од 15 савезних совјетских социјалистичких република (ССР-a): | Од 1956. до 1991. Совјетски Савез се састојао од 15 савезних совјетских социјалистичких република (ССР-a): | Од 1956. до 1991. Совјетски Савез се састојао од 15 савезних совјетских социјалистичких република (ССР-a): | Од 1956. до 1991. Совјетски Савез се састојао од 15 савезних совјетских социјалистичких република (ССР-a): |
| --- | --- | --- | --- | --- |
| # | Застава | Република                                                                                                  | Главни град                                                                                                | |
| 1 | | Азербејџанска ССР                                                                                          | Баку | |
| 2 | | Јерменска ССР                                                                                              | Јереван | |
| 3 | | Белоруска ССР                                                                                              | Минск | |
| 4 | | Грузијска ССР                                                                                              | Тбилиси | |
| 5 | | Казашка ССР                                                                                                | Алма-Ата                                                                                                   | |
| 6 | | Киргиска ССР                                                                                               | Фрунзе | |
| 7 | | Летонска ССР                                                                                               | Рига | |
| 8 | | Литванска ССР                                                                                              | Вилњус | |
| 9 | | Молдавска ССР                                                                                              | Кишињев | |
| 10 | | Руска СФСР                                                                                                 | Москва | |
| 11 | | Таџичка ССР                                                                                                | Душанбе | |
| 12 | | Туркменска ССР                                                                                             | Ашхабад | |
| 13 | | Узбечка ССР                                                                                                | Ташкент | |
| 14 | | Украјинска ССР                                                                                             | Кијев | |
| 15 | | Естонска ССР                                                                                               | Талин | |